# Franz Peter Bremer
Franz Peter Bremer (* 13. September 1832 in Neuß; † 1. April 1916 in Bonn) war ein deutscher Rechtshistoriker und Hochschullehrer.

## Leben und Wirken
Franz Peter Bremer studierte Rechtswissenschaft an der Universität Bonn und nahm zunächst die Laufbahn im Justizdienst auf; so war er 1862 als Assessor am Landgericht Bonn tätig. 1863 promovierte er zum Dr. jur. an der Universität Bonn. 1864 erhielt er als Privatdozent die Lehrbefugnis. Im Jahre 1868 wurde er außerordentlicher Professor an der Universität Göttingen, 1870 wurde er auf die ordentliche Professur für Römisches Recht an der Christian-Albrechts-Universität zu Kiel berufen, doch bereits zwei Jahre später (1872) wechselte er an die Universität Straßburg, wo er bis zu seiner Entpflichtung 1897 lehrte.
Im Ruhestand, den er in Bonn verbrachte, begann er mit der Arbeit an einer großen Biografie über den Rechtsgelehrten Friedrich Carl von Savigny, die er jedoch nicht mehr fertigstellen konnte. 2024 brachte Stephan Meder beim Schwabe-Verlag eine umfangreiche Edition des hierfür vorliegenden Materials für diese Biographie heraus.

## Veröffentlichungen
- Das rheinische Vormundswesen und seine rechtliche Grundlage. Bonn 1865.
- Die Inschrift über den Process der Fullonen. Frankfurt am Main 1866.
- Das Pfandrecht und die Pfandobjecte. Tauchnitz, Leipzig 1867.
- Die Rechtslehrer und Rechtsschulen im Römischen Kaiserreich. Guttentag, Berlin 1868 (Nachdruck: Keip, Frankfurt am Main 1968).
- Hypothek und Grundschuld. Eine dogmatische Untersuchung mit kritischer Berücksichtigung des preußischen Gesetzentwurfs. Rente, Göttingen 1868.
- Geschichte des Römischen Rechts unter Vergleichung des Deutschen bis zu Karls des Großen Kaiserkrönung. Ein Grundriß. Bd. 1. Trübner, Straßburg 1876.
- Zur Geschichte des Handelsrechts und der Handelspolitik im Anfang der römischen Kaiserzeit. In: Festgabe zum Doctor-Jubiläum des Geheimen Justizrathes Professor Dr. Heinrich Thöl in Göttingen. Trübner, Straßburg 1879, S. 41–78 (Nachdruck: Keip, Frankfurt am Main 1970).
- Ulpians Verhältnis zu Gallien. In: Zeitschrift der Savigny-Stiftung für Rechtsgeschichte. Romanistische Abteilung, Bd. 4 (1883), S. 84–91.
- Franz von Sickingens Fehde gegen Trier und ein Gutachten Claudius Cantiunculas über die Rechtsansprüche der Sickingschen Erben. Heitz, Straßburg 1885.
- Dr. Claudius Cantiunculas Gutachten über das Nürnberger Stadtrecht. In: Zeitschrift der Savigny-Stiftung für Rechtsgeschichte. Germanistische Abteilung, Bd. 15=28 (1894), S. 123–167.
- Zwei Gutachten von Claudius Cantiuncula. In: Zeitschrift der Savigny-Stiftung für Rechtsgeschichte. Romanistische Abteilung, Bd. 15 (1894), S. 307–326.
- Iurisprudentiae Antihadrianae quae supersunt. Teubner, Leipzig 1896/1901.
- Ulrich Zasius und das Familienstatut der von Rappoltstein vom Jahr 1511. In: Zeitschrift der Savigny-Stiftung für Rechtsgeschichte. Germanistische Abteilung, Bd. 18=31 (1897), S. 170–178.
- Der junge Savigny zwischen Frühromantik und Rechtswissenschaft (1799–1806). Edition von Auszügen eines biographischen Versuchs, hrsg. von Stephan Meder. Schwabe Verlag, Berlin 2024, ISBN 978-3-7574-0120-7.